# Моргейт (станція)
51°31′07″ пн. ш. 0°05′19″ зх. д. / 51.5186° пн. ш. 0.0886° зх. д.
Моргейт (англ. Moorgate) — одна із станцій Лондонського залізничного вузла та Лондонського метрополітену. Розташована у Лондонському Сіті, у 1-й тарифній зоні. У 2017 році пасажирообіг залізничної станції становив 10.434 млн., метростанції — 26.87 млн.

## Історія
- 23 грудня 1865 — відкрита метростанція Моргейт-стріт у складі Metropolitan Railway (сьогоденна лінія Метрополітен) — платформи мілкого закладення.
- 25 лютого 1900 — відкриті платформи глибокого закладення у складі City and South London Railway (сьогоденна Північна лінія)[5]
- 14 лютого 1904 — введено в експлуатацію платформи приміського маршруту Northern City Line
- 24 жовтня 1924 — станцію перейменовано на Моргейт
- 20 березня 2009 — закриття маршруту Thameslink по станції

## Пересадки
Пересадки на автобуси маршрутів: 21, 43, 76, 100, 141, 153, 214, 271.

## Послуги
| Попередня станція | Лінія                                      | Лінія                                    | Лінія | Наступна станція |
| ----------------- | ------------------------------------------ | ---------------------------------------- | ----- | ---------------- |
| Барбікан          |                                            | Лондонське метро Кільцева лінія          |       | Ліверпуль-стріт  |
| Барбікан          | Лондонське метро Лінія Гаммерсміт-енд-Сіті |                                          |       | Ліверпуль-стріт  |
| Барбікан          | Лондонське метро Метрополітен              |                                          |       | Ліверпуль-стріт  |
| Олд-стріт         |                                            | Лондонське метро Північна лінія          |       | Бенк             |
| Олд-стріт         |                                            | First Capital Connect City Widened Lines |       | Кінцева          |